# Bărbătești, Argeș
Bărbătești este un sat în comuna Cocu din județul Argeș, Muntenia, România.